# Refugio de Vida Silvestre Isla Corazón y Fragatas
Das Refugio de Vida Silvestre Isla Corazón y Fragatas befindet sich im Westen von Ecuador. Das 28,12 km² große Schutzgebiet wurde am 3. Oktober 2002 mittels Acuerdo Ministerial A-133 sowie dem Registro Oficial Nº 733 vom 27. Dezember 2002 eingerichtet.

## Lage
Das Refugio de Vida Silvestre Isla Corazón y Fragatas befindet sich in der Provinz Manabí. Es erstreckt sich über das Ästuar des Río Chone, der darin gelegenen Isla Corazón sowie den mit Mangrove bewachsenen Uferstreifen. Das Schutzgebiet liegt südlich der beiden Städte Bahía de Caráquez und San Vicente.

## Ökologie
Das Schutzgebiet dient dem Erhalt der verbliebenen Mangroveflächen an der Flussmündung des Río Chone. Das Gebiet bildet einen wichtigen Rast- und Brutplatz für See- und Watvögel. Außerdem beherbergt das Schutzgebiet eine Kolonie von Prachtfregattvögeln. In dem Areal kommen drei Mangrove-Typen vor: 
mangle blanco („weißer Mangrove“), mangle negro („schwarzer Mangrove“) und mangle rojo („roter Mangrove“). Die Vogelwelt ist mit über 100 Arten vertreten. Bemerkenswerte Vögel bilden der Schneesichler (Eudocimus albus), der Sichler (Plegadis falcinellus), der Braunmantel-Austernfischer (Haematopus palliatus), der Blaureiher (Egretta caerulea), der Nachtreiher (Nycticorax nycticorax) sowie Kormorane und Pelikane.